# Amador Acevedo
General Amador Acevedo Marbán fue un militar mexicano que comenzó la Revolución mexicana.

## Inicios
Nació en el pueblo de Huachinantla, municipio de Jolalpan, en Puebla el 18 de abril de 1889. Fue hijo de Manuel Acevedo Bonfil y de María Marbán Nava (1847-1936), ambos originarios de Guerrero, pero emigraron a Puebla para recibir los bienes de su abuelo. De origen ganadero, cursó la primaria y se dedicó a la arriería y a los trabajos del campo desde su juventud. Se incorpora al movimiento de la Revolución en Huachinantla, Puebla, en el año de 1910 cuando escucha oír un discurso a Francisco I. Madero, y decide participar, primero repartiendo propaganda que les daba el General Jesús Morales “El Tuerto” por conducto de Aquiles Serdán. A la muerte de Aquiles Serdán es perseguido por tropas porfiristas en todo el estado de Morelos, huyendo a las montañas. Después de la Junta Revolucionaria de Texas Estados Unidos se encuentra con Pablo Torres Burgos quién lo convence de unirse con su tropa en El Salitrillo donde se reúne con Emiliano Zapata y toman el pueblo de Huichinantla, que se convierte en la primera toma de la Revolución mexicana; en ese pueblo se escoge como Jefe en Morelos a Zapata.

## Revolución
Salieron con ochocientos hombres rumbo a Jonacatepec, donde se enfermó Zapata de erisipela en una pierna. A pesar de ello amenazó Jonacatepec que tenía una guarnición de 300 rurales que pronto fueron reforzados por lo que decidieron hacer del frente retirada hacia Tepexco. Se separó de Emiliano Zapata debido a su enfermedad y junto con cuatrocientos hombres enfrentó a unos 250 Rurales bien armados en El Arenal, donde fue derrotado. Curada la enfermedad de Zapata se les une Juan Andrew Almazán y derrotan al 5.º Regimiento "De Oro" y atacan Chiautla, donde fusilaron al prefecto de la región. Después del triunfo revolucionario se licenció y se retiró a su pueblo natal, sin embargo, ante las diferencias entre Francisco I. Madero y Zapata decide unirse a este último afiliándose al Plan de Ayala. Acevedo se convirtió en unos de los principales jefes de Zapata en la Revolución Maderista, pues poco a poco fue perdiendo popularidad ante las acciones de otros grandes generales. Se unió a las Fuerzas de Ambrosio Figueroa Mata y después a las de Gertrudis Sánchez en Guerrero con quién luchó hasta la caída de Victoriano Huerta. Así fue el jefe del 66.º Batallón del Ejército Libertador del Sur.

## Desenlace
Al consumarse la Unificación Nacional Revolucionaria en 1920 y la firma de estos tratados, el General Amador Acevedo, al frente de las fuerzas que le quedaban, se reconcentró en la Ciudad de México con otros generales zapatistas, momento en que se le reconoció su grado militar después de nueve años de lucha en el sur. Adolfo de la Huerta le concede el rango de General y Álvaro Obregón lo ratifica. En 1923 se une a la Rebelión delahuertista a las órdenes de Rómulo Figueroa Mata en la que junto a Epifanio Rodríguez, Crisóforo Ocampo y Rómulo donde el General Roberto Cruz los indulta. Fue Presidente Municipal de Jojutla y de Tetecala. Falleció en 1960.